# Titularbistum Seleuciana
Seleuciana ist ein Titularbistum der römisch-katholischen Kirche.
Die in Nordafrika gelegene Stadt war ein alter römischer Bischofssitz, der im 7. Jahrhundert mit der islamischen Expansion unterging. Er lag in der römischen Provinz Numidien.
| Titularbischöfe von Seleuciana |                           |                                              |               |               |
| Nr.                            | Name                      | Amt                                          | von           | bis           |
| 1                              | Giovanni Bianchi          | Weihbischof in Florenz (Italien)             | 22. Juni 1964 | 27. Juni 1977 |
| 2                              | Gonzalo López Marañón OCD | Prälat von San Miguel de Sucumbíos (Ecuador) | 2. Juli 1984  | 7. Mai 2016   |
| 3                              | Marek Forgáč              | Weihbischof in Košice (Slowakei)             | 11. Juni 2016 |               |